# 姶良哲郎
姶良 哲郎（あいら てつろう、1940年8月29日 - ）は、南日本放送社長・会長。

## 経歴・人物
鹿児島県に生まれる。1959年福岡県立修猷館高等学校、1964年慶應義塾大学法学部卒業。
南日本放送において、報道部長、業務推進局次長、役員室長を経て、1992年取締役となり、1996年専務、2001年副社長から代表取締役社長に就任する。
2006年会長となる。